# Boldog Csák Móric
Boldog Csák Móric (1280 körül – Győr, 1336. március 20.) Domonkos-rendi szerzetes. Neve Csáki, Csáky, illetve Mór alakban is előfordul. Tévesen sorolták a Csáky családba. A korabeli iratokban frater Mauritius, illetve frater Mauricius néven szerepel.

## Származása, rokonai
A Csák nemzetség (Chak, Chaak) – örökös bakonyi ispáni címet is viselő – Ugodi ágának utolsó tagja. Apja Demeter (II.), aki 1284-ben báni tisztséget viselt. Demeter számára IV. László 1281-ben erősítette meg apja V. István bakonyi ispánságra vonatkozó 1270-es adománylevelét. Anyja, a több esetben is nádori tisztséget betöltő Kőszegi Miklós (Németújvári M.) leánya.
Lánytestvére Cunegundis ki a Rátót nemzetségbe ment férjhez, öccse Csák (II.) ki 1307 és 1309 között halt meg.
A család felemelkedése II. András magyar király idejére tehető. Dédapja Luka fia Csák Demeter (I.), aki mint asztalnokmester részt vett II. András 1217. évi szentföldi hadjáratában. Nagyapja Ugod, a bakonyi ág és jelenleg is meglévő váras település névadója.
Csák Móric házassága révén az Aba nemzetséggel került rokonságba.

### Csák Móric származásrendje
- Luka (Lukács) ( – )
  - Pous (Pózs) vasi ispán, fejéri ispán, tárnokmester, szörényi bán, bácsi ispán (1225-1235)	– Ujlaki ág
    - Ugrin (Ugron) szörényi bán, lovász mester, szerémi ispán, cimzetes bán és országbíró, erdélyi vajda, bányai (banai) ispán, tárnokmester, macsói és boszniai bán, pozsegai ispán, szerémi ispán és tárnokmester (1240/1268-1311)
      - Ujlaki Miklós macsói bán és baranyai ispán, országbíró és szerémi ispán (1311-1359)
        - László ( meghalt:1364 előtt)

  - Ugrin (Ugron) királyi kancellár, kalocsai érsek (1216-1241)
  - Papuchi Demeter asztalnokmester, vasi ispán, pozsonyi ispán, országbíró és bácsi ispán, csanádi ispán, országbíró és mosoni ispán (1217-1245) – Ugodi ág
    - Csák cimzetes bán és mosoni ispán, nyitrai ispán, örökös bakonyi ispán (1264-1270)
    - Ugod ( -1264)
      - Demeter cimzetes bán és örökös bakonyi ispán (1281-1284)
        - Csák (1291- meghalt: 1309 előtt)
        - Móric 1309. március 27-én már domonkos rendi szerzetes, 1494-ben boldoggá avatták (1291- meghalt: 1336 márc. 20-án)
        - Cunegundis (Kinga) a Rátót nb. Gyula felesége ( -1317)

    - Ádám ( – )
      - Pál ( – )
        - Péter ( -1332)

    -  leány Csépán nádor fiának felesége ( meghalt: 1232 előtt)

## Élete
Gyerekkorában Ugodon egy domonkos barát elmesélte neki Szent Elek (Alexius) legendáját, már ekkor elhatározta, hogy szerzetes lesz.
Móric 1301-ben Aba Amadé nádor lányát Katalint vette feleségül. A házastársak közös megegyezéssel háromévi házasság után kolostorba vonultak, Móric a budai, Katalin pedig a Margit-szigeti Domonkos-rendi kolostorba. A birtokairól nem rendelkező Móricot – szándékának megváltoztatása céljából – apósa Amadé nádor Verner fia László budai rektorral a budai toronyba záratta. Mivel a házastársak nem voltak hajlandók eredeti szándékukat feladni, a nádor félévi elzárás után (1303–1304) Móric kolostorba való visszatérését megengedte. A hagyomány szerint ezt követően a szerzetesek Móricot Bolognába küldték. A bolognai képzését követően hazatérő Móric különböző domonkos kolostorokban töltötte le életét.
1307-ben testvérével Pápocon a Rába melletti Csatabér falvára vonatkozóan rokonaik részére birtok megerősítő iratot állított ki.
1309-ben győri káptalan előtt őseinek régi birtokát Pápocot (Papuch) a budai szigeten lévő zárda két sororjának, feleségének és rokona Csák (I.) bán özvegyének adta. 

Ezen adományát 1323-ban I. Károly magyar király is megerősítette.
1331-ben a Zala vármegyei Kamar és Golombuk birtokokkal, 1332-ben pedig a fejér vármegyei Boclar birtokkal kapcsolatos iratokban szerepel.
A család két ősi urodalma közül Ugod vára 1332-ben már Csenik (Chenik) mester nevén szerepel, Pápocot érintően 1357-ben felesége, Katalin – a szigeti apácakolostor – 300 márka kielégítést kap az urodalmat (Pápoc, Ekl, Csatabér, a Rábaközben lévő két Páli) 1325-től birtokló Köcski Sándor utódaitól.
Móric 1336. március 20-án a győri domonkos konventban halt meg.
Legendája szerint a békességszerzés és a vigasztalás mestere volt, életében és halála után is csodás jelenségek kísérték.
1494-ben avatták boldoggá, ünnepe március 20-án van.